# Seyyed Hossein Borujerdi
Seyyed Hossein Borujerdi (persiska: آیت الله العظمی سید حسین طباطبایی بروجردی), född 23 mars 1875 i Borujerd i provinsen Lorestan i Persien, död 30 mars 1961, var en shiitisk marja och den ledande marjan i Iran från omkring 1947 till sin död 1961.

## Utbildning
Borujerdi föddes i mars 1875 i staden Borujerd i provinsen Lorestan i Persien. Hans familj spårade sin härstamning 30 generationer bakåt till Hassan ibn Ali, dotterson till Profeten Muhammed. Vid 11 års ålder började Hossein sin utbildning vid de teologiska skolorna i sin hemstad, under ledning av sin far Sayed Ali. År 1892 påbörjade han studier vid den teologiska skolan i Isfahan. Han studerade fiqh och usul under ledning av Muhammad Baqir Durche'i i Isfahan. Efter 10 års studier var han mujtahid, och fortsatte därefter sin studier vid det teologiska seminariet i Najaf. Han specialiserade sig på fiqh och blev så småningom både ayatolla och marja.
Han har haft ett starkt inflytande på andra islamiska lärda som Morteza Motahhari och Hossein-Ali Montazeri.
Borujerdi gav nytt liv åt hawzan i Qom 1945, som hade varit i nedgång sedan 1937 då Abdolkarim Haeri Yazdi avlidit. När Seyyed Abul Hassan Isfahani dog följande år, blev Ayatollah Borujerdi marja. Enligt irankännaren Roy Mottahedeh var Borujerdi den enda marjan "i den shiamuslimska världen" från 1945-1946 till sin död 1961.

## Insatser för islamisk enighet
Borujerdi var angelägen att knyta kontakter med den islamiska världen bortom Irak och Iran och sände imamer bland annat till Hamburg i Tyskland, Karachi i Pakistan, Medina i Saudiarabien och sände även Musa al-Sadr till Libanon. 
Han etablerade också vänskapliga relationer med sunnimuslimen  Mahmud Shaltut vid Al-Azhar-moskén i Kairo. Shaltut utfärdade en berömd fatwa som accepterade shiatron som en erkänd del av islam.

## Politiska ståndpunkter
Till skillnad från många imamer och världsliga makthavare sägs Borujerdi och Shah Mohammad Reza Pahlavi ha haft hjärtliga och ömsesidigt givande relationer.
Borujerdi trodde på kvietism , det vill säga tysthet kring statens angelägenheter och utvidgade detta till offentlig tysthet om sådana frågor som Israels behandling av palestinierna, störtandet av Mohammad Mosaddegh och Bagdadpaktens allians med USA och Storbritannien. Man tror att shahen som belöning för detta stöd införde mer religionsundervisning i statliga skolor samt skärpt kontroll av biografer och annan kränkande sekulär underhållning under ashura.
Ayatollah Borujerdi motsatte sig dock "passivt" Pahlavi-regimens jordreformer, som han kallade "agrar förstörelse". Enligt hans uppfattning ledde reformernas beslagtagande av mark till att livet och produktionen på landsbygden stördes och att religiösa institutioner eroderade.
Ruhollah Khomeini, som kom att leda den iranska revolutionen 1979, var elev till Borujerdi och Borujerdi förbjöd honom att delta i politisk verksamhet, ett förbud som upphörde först när Borujerdi avled.